# Буонконвенто
Буонконвенто (итал. Buonconvento) — коммуна в Италии, располагается в регионе Тоскана, в провинции Сиена.
Население составляет 3153 человека (2008 г.), плотность населения составляет 49 чел./км². Занимает площадь 64 км². Почтовый индекс — 53022. Телефонный код — 0577.
Покровителями коммуны почитаются святые апостолы Пётр и Павел, празднование 29 июня.

## Демография
Динамика населения:

## Администрация коммуны
- Официальный сайт: http://www.comune.buonconvento.si.it/ Архивная копия от 25 февраля 2010 на Wayback Machine